# Campamento Glaciar Odell
El campamento Glaciar Odell (en inglés: Odell Glacier Camp) es un campamento de verano con aeródromo de hielo de la Antártida operado por el Programa Antártico de los Estados Unidos. Está ubicado en los valles secos de McMurdo en la Tierra de Victoria. 
El glaciar Odell drena al noreste entre las colinas Allan y Coombs en el glaciar Mawson superior de la Tierra de Oates. Fue nombrado por el Comité de Topónimos Antárticos de Nueva Zelanda (NZ-APC) en homenaje al profesor N.E. Odell de la Universidad de Otago.
Los valles secos de McMurdo son la ZAEA-2 o Zona Antártica Especialmente Administrada por Estados Unidos y por Nueva Zelanda desde 2004. El área se caracteriza por ser la mayor área relativamente libre de hielo en la Antártida, con aproximadamente el treinta por ciento de la superficie del terreno en gran parte libre de nieve y hielo. Es un área de importantes valores científicos y silvestres, con hielo acumulado que contiene importantes registros de cambios climáticos pasados, mientras que el clima actual sirve como un análogo importante para las condiciones de la Tierra antigua. El área contiene microhábitats y comunidades biológicas inusuales, así como características geológicas especiales y minerales. Los valles secos representan un entorno casi prístino en gran parte no perturbado y no contaminado por los seres humanos. Las actividades realizadas en el área incluyen una variedad de investigaciones científicas, operaciones en apoyo de la ciencia, los medios de comunicación, las artes y la educación. 
El campamento consiste de una cabaña para dos personas con 8.9 metros cuadrados, que incluye un generador de 5 kW, un generador de viento, un panel solar y una tienda de campaña tipo Scott. Existe además un helipuerto y una pista de hielo capaz de soportar aviones con ruedas. El campamento se encuentra en un hueco formado por el hielo en pendiente del glaciar y las colinas de Allan.